# Pales exsulans
Pales exsulans är en tvåvingeart som beskrevs av Tiensuu 1939. Pales exsulans ingår i släktet Pales och familjen parasitflugor.
Artens utbredningsområde är Madeira. Inga underarter finns listade i Catalogue of Life.